# Hersbøl
Hersbøl (også Heresbøl, på tysk Hersbüll) var en landsby på den nordfrisiske ø Strand i det vestlige Sønderjylland/Slesvig. Landsbyen gik under ved den anden store manddrukning i oktober 1634. Den var beliggende i øens sydøstlige del nord for Heveren i Edoms Herred. I 2008 blev resterne af den tabte by fundet i vadehavet syd for den nuværende halvø Nordstrand. En del af landet kunne 1693 genvindes, da den Nye Kog på Nordstrand blev inddiget.
Byen blev første gang nævnt i 1198 og var sogneby for det sydøstlige Strand. Det ca. 340 hektar store sogn skal i løbet af 1500-tallet tre gange have lagt sine diger tilbage. I 1600-tallet bestod byen af 49 bygninger samt kirken.